# Свободна рота
Свободна рота или свободен отряд е късносредновековна войска от наемници.
Тя не се подчинява на определена държавна власт, поради което е наричана „свободна“. Услугите ѝ струват много скъпо. Когато не са на война, свободните роти обикновено мародерстват.
Сред най-известните свободни роти е Каталанската компания на Роже дьо Флор.